# 中国—缅甸关系
中缅关系是指中國與緬甸之间的雙邊外交关系。中国和缅甸的双边关系十分活跃。这种关系经常被描述为“胞波”关系，基于缅甸语中表示亲属的词语，暗示两国之间特殊的不对称义务。
总体而言，中国与缅甸军政府和民选政府都保持着良好的关系。近年来，由于中国涉嫌支持缅甸境内的叛乱分子，中国与缅甸现政府（军政府）的双边关系出现问题。近年来，由于缅华叛军与缅甸政府军在中缅边境附近持续发生冲突，中缅关系的问题日益凸显。

## 歷史

### 三國
蜀漢在益州南方置永昌郡，範圍包含现緬甸克钦邦。

### 元朝
1277年至1287年间，元帝國元世祖忽必烈率军攻打缅甸蒲甘王朝而引發的战争。战争以元军胜利、元軍占領蒲甘城後蒲甘王朝沦为元朝附庸国。

### 明朝
1381年（明太祖洪武十四年），朱元璋派大将沐英出击云南击败忠于元朝的梁王把匝剌瓦爾密势力后，沐英被封作黔国公世镇云南，明军将云南纳入版图。
同时明廷在云南“外围”设有六个松散的土司宣慰司，即孟养宣慰司（辖境相当今缅甸八莫，伊洛瓦底江以西，那伽山脉以东地区，治所在今缅甸孟养）、木邦宣慰司（辖境相当于今缅甸掸邦东北部地区，治所在今缅甸兴威）、缅甸宣慰司（即缅甸阿瓦王朝，曾臣属于明王朝，其地在木邦以西，孟养以南，今缅甸曼德勒为中心的伊洛瓦底江中游地区）、八百宣慰司（其地在今缅甸掸邦东部和泰国清迈地区）、车里宣慰司（辖境相当于今中国云南西双版纳）、老挝宣慰司（其地在今老挝境内）。这些宣慰司在公元1446年形成三宣六慰，即南甸、干崖、陇川三宣抚司，和车里、缅甸、木邦、八百、孟养、老挝六慰。
1531年，缅甸東吁王朝建立，逐步统一缅甸北部全境，此时又不断进攻明朝土司。1566年，吞并了八百、老挝和车里。万历初年，又攻占了木邦、蛮莫、陇川、孟养等司，至此“三宣六慰”全部落入东吁手中。明朝出兵反击，收复了部分失地，并加强了边区的防守。除云南境内的车里外的六慰都已为东吁所有。

### 南明與清朝
1659年，南明永曆帝為了逃避清军，流亡缅甸，永曆十五年夏历十二月初三日後被送交吴三桂，康熙元年四月十五日（1662年6月1日）遭縊死。1762年至1769年，清朝與緬甸贡榜王朝於今中國雲南以及緬甸撣邦、克欽邦等地激戰，結果是雙方簽訂和約，清軍退回雲南。

### 中華民國时期

#### 抗日战争
第二次世界大戰，1942年初，日本侵占馬來西亞後，開始入侵英屬緬甸，同年1月30日，日軍攻克緬甸東部重镇，隨後分兩路繼續前進，3月8日，日軍佔領緬甸首都仰光。3月到4月間，日軍進攻重鎮曼德勒，企圖切斷滇緬公路。此時，在英國依照協定求助由中華民國組建遠征軍協防緬甸，遠征軍司令長由羅卓英擔任（而後史迪威的壓力下以杜聿明接任代理司令長官），由同盟國中國戰區參謀長史迪威指揮，集合當時精銳力量的中國遠征軍約10萬人向緬甸進發。1944年4月，國民政府决定再次从云南派出遠征軍，同年5月11日夜，卫立煌指挥的16个师的中国远征军开始渡过怒江，收复滇西之旅。

#### 第二次国共内战期间至1950年代
1949年末，第二次国共内战趋于结束，1950年，中華民國陸軍中將李弥率部撤往緬甸、老挝、泰国三不管交界地，於中国雲南附近的佤邦地區帶領雲南反共救國軍與中華人民共和國對抗，期间段希文受李弥邀请前往該地助戰。1951年，在朝鲜战争爆發之後，中華民國政府將美國提供的美製武器運往緬甸，支援李彌武装使其得以控制緬甸北部地區。1953年，朝鲜战争結束，緬甸與寮國在苏联支持下，分別在联合国大会中抗議中華民國入侵領土，美國向台灣施壓，要求蔣介石下令撤軍。聯合國與泰國政府達成協議，提供難民營給泰北孤軍。因為缺少後援，段希文率領第5軍三千餘名官軍，由緬甸金三角，撤退至泰國北部清萊府美斯乐地區，成為泰緬孤軍。1954年，蔣介石下令泰北國軍撤回台灣，但雲南省黨部書記長李先庚暗中轉達蔣中正總統密令，要求段希文與其部屬留在泰北。

## 政治关系

### 中华人民共和国时期

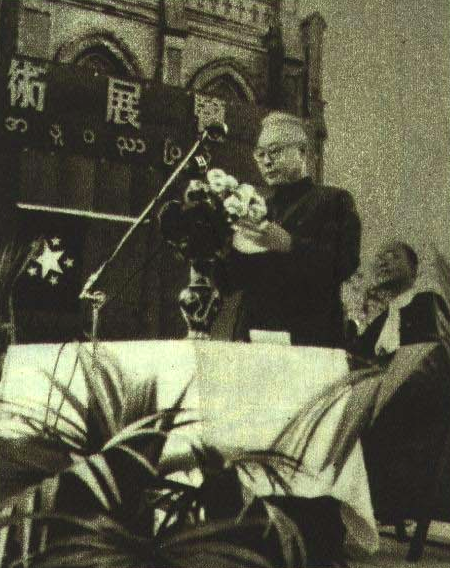
1951年12月中国文化代表团访问缅甸，团长丁西林讲话

1950年代，中缅共同倡导和平共处五项原则，并于1950年6月8日正式建交。中国国家主席刘少奇、中国国务院总理周恩来、中国国务院副总理陈毅等中华人民共和国领导人都曾访缅。缅甸吴奈温主席、吴山友总统和吴貌貌卡总理等也多次访华。1960年，中華人民共和國由國務院總理周恩來代表與緬甸簽署《中华人民共和国和缅甸联邦边界条约》劃定兩國邊界。

#### 文化大革命期间
1960年代緬甸出現大量排華活動。

#### 文化大革命后
文化大革命後中國及緬甸關係恢復。1988年緬甸失去蘇聯經濟援助，同年鎮壓8888民主運動遭美國等西方國家實行經濟制裁，國際陷入孤立，中國對緬甸實行軍事及經濟援助。

### 现代
2011年5月，缅甸总统登盛访华，中国与缅甸决定建立全面战略合作伙伴关系。2015年6月，由昂山素姬率領的全國民主聯盟代表團訪問中國。
2020年1月，中共中央总书记、中国国家主席习近平訪問緬甸。习近平是中国国务院总理李克强在2014年访问缅甸以来，另一位访问缅甸的中国领导人，也是2020年習近平首次外出訪問。習近平訪問緬甸時與缅甸国防军總司令敏昂來會面，兩人同意加強緬甸軍方同中國軍方往來，維護好共同正當權益，共同推動中緬命運共同體建設。
2021年2月1日，緬甸軍方發動了政變，拘禁了國務資政昂山素季、總統温敏等全國民主聯盟的領導人。為了回應緬甸的軍事政變，聯合國安全理事會舉行緊急會議，譴責緬甸軍方發動政變，要求軍方釋放被羈押的人士，及尋求讓緬甸回歸民主的解決方法。但最終安理會沒有發佈聯合聲明，原因是安理會15個成員國中，作為常任理事國的中華人民共和國和俄羅斯聯邦的代表要求將草案轉交各自的政府審核。中國作為联合国安全理事会常任理事国，擁有否決權，並拒絕支持該聲明。
2023年10月以来，中国与缅甸军政府启动清理缅甸电信网络诈骗涉案人员的联合行动，同年10月27日，缅甸少数民族地方武装之一的緬甸民族民主同盟軍组织其他武装势力发动1027行动，并与缅甸军政府展开军事冲突，期间中方对果敢四大家族之一的明学昌家族发出悬赏令，最终将该家族的明国平、明菊兰、明珍珍三人抓获，明学昌本人则在缅方抓捕期间畏罪自杀。2025年1月，演员王星自泰国被诱拐至缅甸苗瓦迪事件不断发酵，中国与缅甸、老挝、泰国等国就打击缅甸东部电诈事宜达成一致。

## 經貿關係

### 贸易
和中缅政治关系一样，1954年中缅经济关系也发生了变化。1954年4月22日，中缅签订了第一个经济贸易协定，有效期为三年。根据协定，中国向缅甸出口煤炭、丝绸、丝织物、棉织物、纸张、农具、轻工产品、工艺品、搪瓷、瓷器、罐头食品、茶叶、香烟等商品。缅甸向中国出口大米及其制品、豆粕、矿产、木材、橡胶、棉花等商品。1954年11月3日，双方签订了缅甸大米与中国商品的货物互换议定书和中国购买15万长吨缅甸大米的合同。
1988年之前，中缅之间的贸易几乎停摆。1988年国际经济制裁实施后，直至1995年，中缅贸易额每年都以25%的速度增长，但在1997年亚洲金融危机爆发后有所下降。
2019年，中緬雙邊貿易額187億美元，同比增長22.8%，其中中國出口額為123.1億美元，同比增長16.7%，進口額為63.9億美元，同比增長36.4%。中國對緬甸主要出口成套設備和機電產品、紡織品、摩托車配件和化工產品等，從緬甸主要進口原木、鋸材、農產品和礦產品等。為擴大從緬甸的進口，中國先後兩次宣佈單方面向緬甸共計220個對華出口產品提供特惠關稅待遇。2022年起，緬甸在与中国的跨境贸易中将人民币作为结算货币。
中国认为，与缅甸的跨境贸易是其与西南较小邻国贸易往来最成功的典范。缅甸是中国西南边境国家中与中国交通网络一体化程度最高的国家。
自2024年12月1日起，中国取消了对从联合国列为最不发达国家且与中国有外交关系的所有国家（包括缅甸）进口的商品征收关税。

### 投资
缅甸是最早响应一带一路倡议的国家之一，（p. 211） 翁山蘇姬国务资政2018年牵头成立了缅甸一带一路倡议实施领导委员会并亲任主席。为了减少对马六甲海峡航运的依赖，中国修建了从孟加拉湾通往中国的石油和天然气管道。（p. 211） 正在升级改造的皎漂深水港为这些管道提供了连接，也为孟中印缅经济走廊提供了门户。（p. 67）
中国正在向缅甸提供大量援助，帮助其发展工业和基础设施，并希望成为开发缅甸丰富的石油和天然气储备的主要受益者。也是缅甸改扩建实兑海港项目的主要合作伙伴之一，并获得了开发和开采若开邦天然气储备的权利。中国为缅甸建设大坝、桥梁、道路、港口以及工业项目提供了贷款和信贷、经济援助和投资。

#### 能源

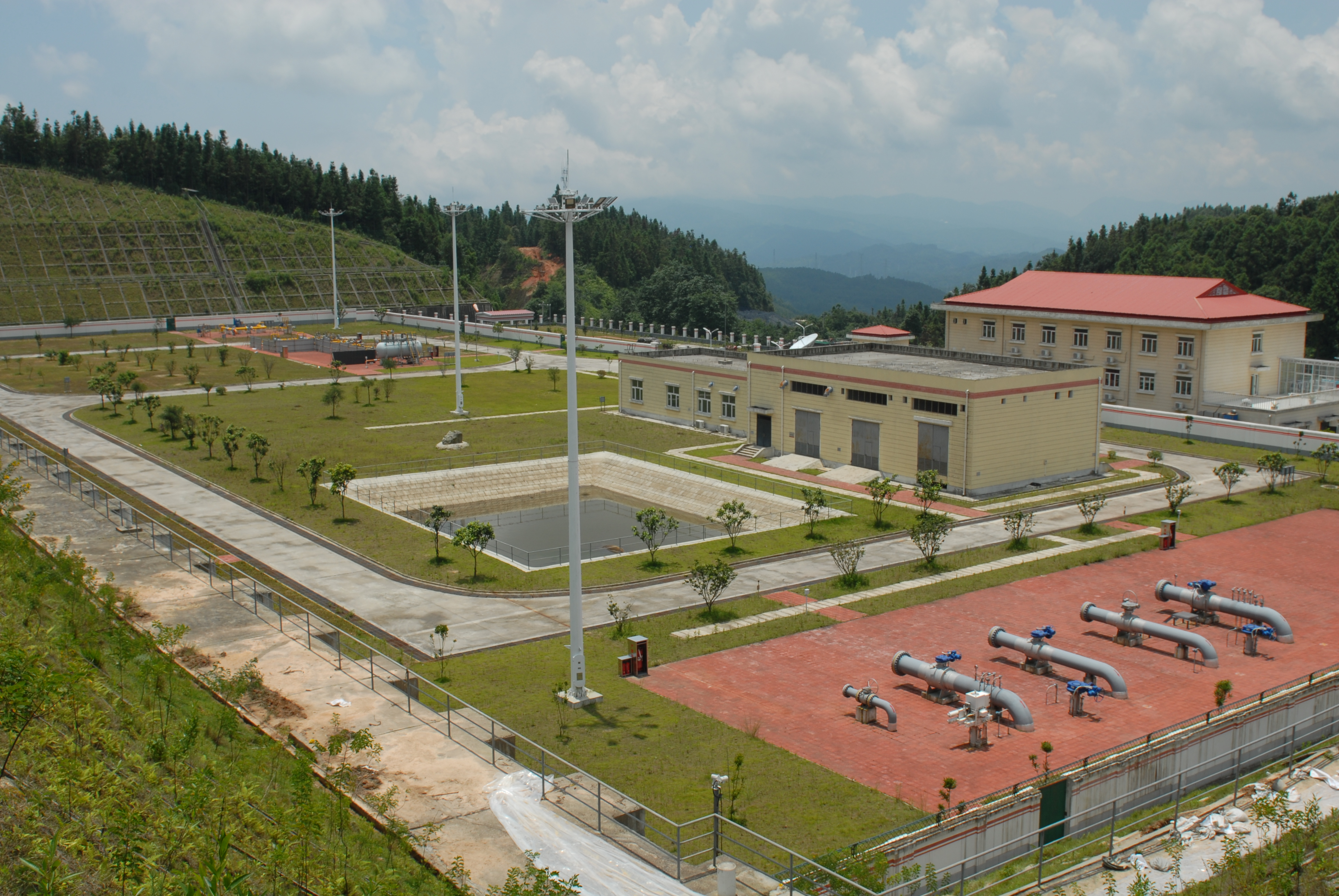
云南省龙陵县中缅管道某分泵站

包括国有企业和私营企业在内的中企在缅甸水力发电、石油和天然气勘探以及其他资源方面投入了大量资金。（p. 18） 中国公司参与了从缅甸若开邦到中国云南省的中缅油气管道的建设。中国海洋石油总公司和中国石油天然气集团公司在缅甸油田和炼油厂升级改造、产品共享等方面签订了重要合同。中石油正在建设一条从若开邦沿海的A-1 Shwe油田通往云南的主要天然气管道，将获取和开采约2.88至3.56万亿立方英尺的天然气。拟建的中缅石油管道位于缅甸西海岸，可能使中国能够绕过马六甲海峡，从中东进口石油。但还有一些人对中国的石油项目仍表示抗议。

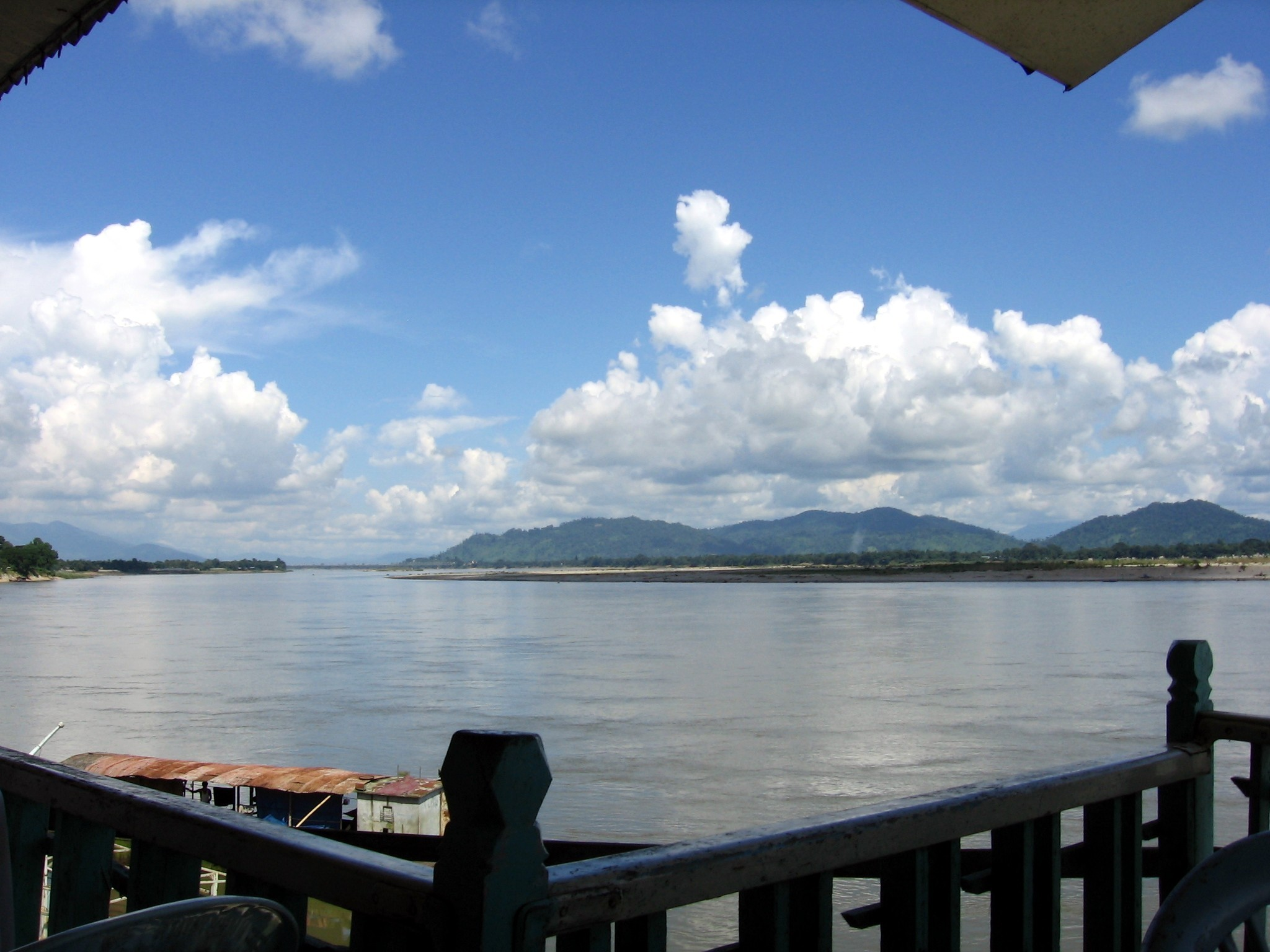
位于密支那的密松大坝坝址下方的伊洛瓦底江

2011年10月初，中国电力投资集团公司对伊洛瓦底江上价值36亿美元的密松水电站的投资遭遇阻碍，因为缅甸政府因当地居民担心该水电站对人类和环境的影响以及预期效益而暂停了建设。 当地居民表示，规划过程中缺乏社区反馈。中国政府表示，缅甸将获得540亿美元的税收收入、共享利润和免费电力。尽管如此，该项目危及的是中国在该国的巨额财务利益，同时也给中国在该国的其他大型项目带来风险。 中国电力投资集团表示，仅五个村需要搬迁，共计2146人。该公司为受影响的村民提供了两层楼房、21英寸电视机和10万缅元的援助金。

#### 矿产
缅甸不仅是中国铜矿的主要供应国，也是高科技设备所需稀土金属的主要供应国。中国70%以上的生产配额（35.5吨）来自缅甸（2020年）。尽管在2021年初军事政变后，采矿生产继续稳步发展（许多矿山归军政府成员所有），但物流问题阻碍了对中国的出口，导致供应减少（尤其是镝和铽），并导致全球价格上涨。

#### 农业
2000年，云南省政府为缅甸设立罂粟替代发展项目。（p. 93）云南省为中国企业在缅甸种植橡胶和香蕉等经济作物提供补贴，并允许这些作物免关税进口到中国。（pp. 93-94） 尽管该项目减少了缅甸的罂粟种植，但由于大部分经济利益流向了中国企业，因此反响褒贬不一。（p. 94）自2012年以来，中国企业扩大在缅甸的业务，种植热带水果和西瓜等反季节水果。（p. 92）
2020年1月习近平访问缅甸期间，中缅双方签署了《关于屠宰牛检验和卫生认证的协议》，允许缅甸向中国出口牛肉。（p. 87）
2022年1月，缅甸与中国签署了《生物安全卫生与植物检疫议定书》，允许缅甸合法试行向中国出口玉米。（p. 85）

## 軍事關係
中国是缅甸最重要的军援提供国，保持着广泛的战略和军事合作。自1989年以来，中国向缅甸提供了战斗机、装甲车和海军舰艇，并为缅甸陆军、空军和海军人员提供培训。凭借着缅甸的港口和海军设施，中国可以在孟加拉湾、更广泛的印度洋地区以及东南亚地区获得战略影响力。中国还在孟加拉湾的皎漂开发了一个深水港。一些消息来源声称，中国还在距印度安达曼和尼科巴群岛18公里的大科科岛建造了一座85米长的码头、海军设施以及主要侦察和电子情报系统。但如今，岛上情报系统的建设已被视为假消息，印度武装部队最近也否认了这些系统的存在。中国协助在印度东部最大城市和港口加尔各答附近具有重要战略意义的海港实兑建设海军基地。中国政府还资助修建连接仰光和实兑的公路，提供从中国南部到印度洋的最短路线。
近年来，中国表现出缺乏支持缅甸政府的意愿，并试图稳定缅甸的政治局势。
近年来，缅甸开始发展与印度的战略和商业关系，缅甸与印度有漫长的陆地边界，并濒临孟加拉湾。缅甸与印度加强贸易和军事合作，发展与日本和东盟的双边关系，表明缅甸的外交政策正在转变，以避免过度依赖中国。然而，截至2018年，与中国对缅甸的政治和经济影响力相比，印度对缅甸的影响力仍然有限。
2023年11月28日，三艘中国军舰抵达仰光，与缅甸海军进行联合演习。

### 佤邦
缅甸境内佤邦的自治政体是一个战略问题。（pp. 134–138）中国方面的分析认为，佤邦可以成为贩毒等混乱局面的缓冲区，但佤邦只能在一定程度上遏制而不是放大此类风险。（pp. 134–135）一个佤邦地区也许有助于中国与缅甸打交道，但如果冲突爆发扰乱了该地区的“一带一路”项目，那就无济于事。（pp. 134–135）
为遏制贩毒风险，中国边防警察、武警、公安、解放军等部门多次开展边境禁毒联合执法行动。
为应对疾病风险，中国向佤邦卫生部门提供了培训和医疗设备。（p. 135）

## 簽證

持中华人民共和国护照的中华人民共和国公民签证要求分布图：入境緬甸可以落地签证／电子签证。

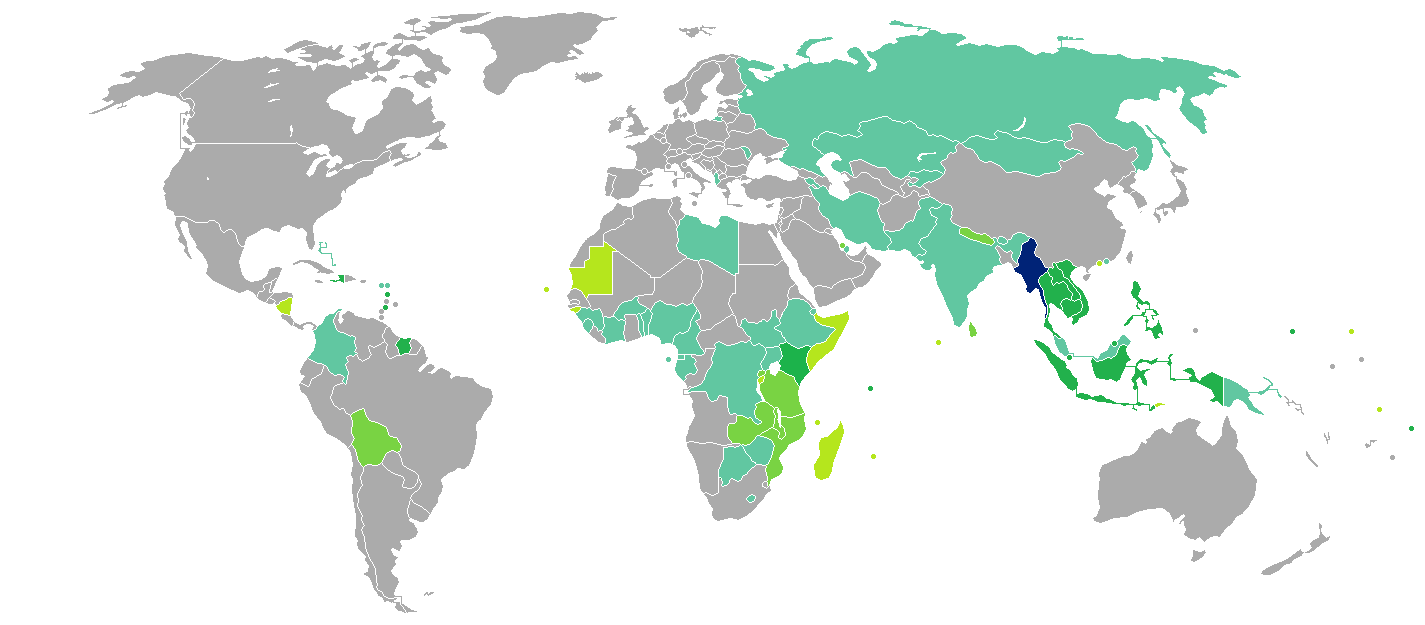
持緬甸護照的緬甸國民簽證要求分布圖：入境中華人民共和國需要簽證。

兩國國民皆須申請簽證方可入境對方國家。持有中華人民共和國護照的中華人民共和國國民可以電子簽證的方式入境緬甸，觀光簽證停留最多28天、商務簽證停留最多70天。持觀光或商務簽證可於仰光國際機場、奈比多國際機場、曼德勒國際機場，以及6個陸地邊境檢查站入境。若因探親等其他需要赴緬甸，仍須辦理紙本簽證。經緬甸轉機，宜先向鄰近的緬甸駐外大使館申辦過境簽證，可停留24小時。自2015年5月28日起，包括缅甸在内的东盟10国旅游团（2人及以上），由广西桂林市旅游主管部门资质审定的旅游社组织接待，从桂林机场口岸整团入出境，可免办签证在桂林市行政区停留不超过6日。

## 交通

### 航空

#### 客運
兩國有直航班機，雙邊航班來往的城市如下：
| 中华人民共和国 | 緬甸（按照都會區人口排列）                                |
| -------------- | --------------------------------------------------------- |
| 北京首都       | 仰光（中国国际航空）                                      |
| 上海浦东       | 仰光（中国东方航空）                                      |
| 广州白云       | 仰光（中国南方航空、缅甸国际航空）                        |
| 昆明长水       | 仰光（中国东方航空、缅甸国家航空） 曼德勒（中国东方航空） |
| 德宏芒市       | 曼德勒（瑞丽航空）                                        |

### 铁路
中缅铁路尚在规划中

## 外交代表機構

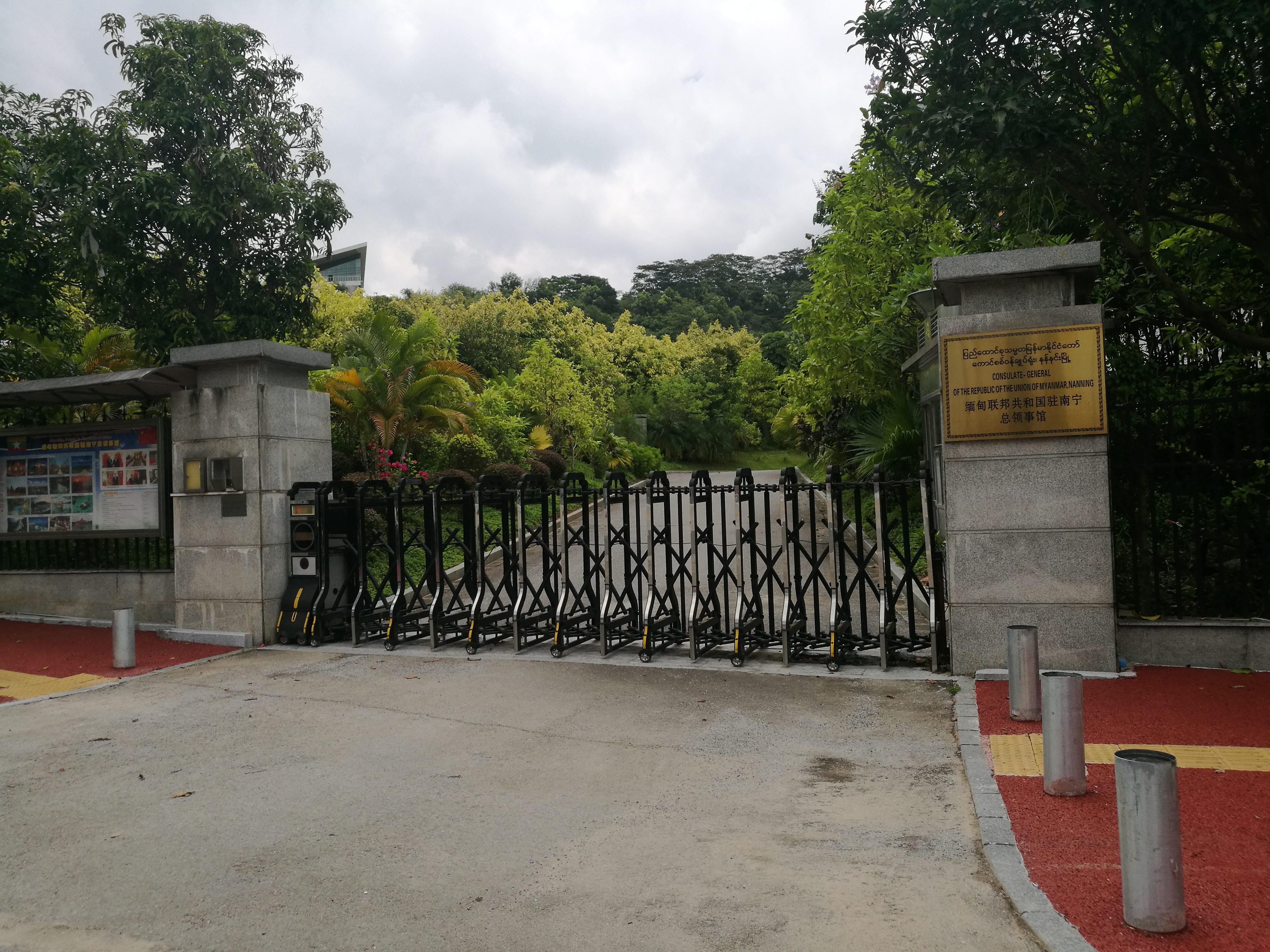
緬甸駐南寧總領事館大門

- 中华人民共和国在緬甸前首都仰光設有大使館，並在曼德勒設有總領事館。
- 緬甸在北京設有大使館，並在南寧、昆明、重庆和香港特別行政區設有總領事館[44]

## 外部連結
- 中華人民共和國駐緬甸聯邦共和國大使館官方網站（简体中文）（英文）
  - 中華人民共和國駐緬甸聯邦共和國大使館經濟商務處官方網站（简体中文）
- 中華人民共和國駐曼德勒總領事館官方網站（简体中文）（英文）
  - 中華人民共和國駐曼德勒總領事館經貿之窗官方網站（简体中文）
- 緬甸駐華大使館官方網站（简体中文）